# Storia militare del Brasile

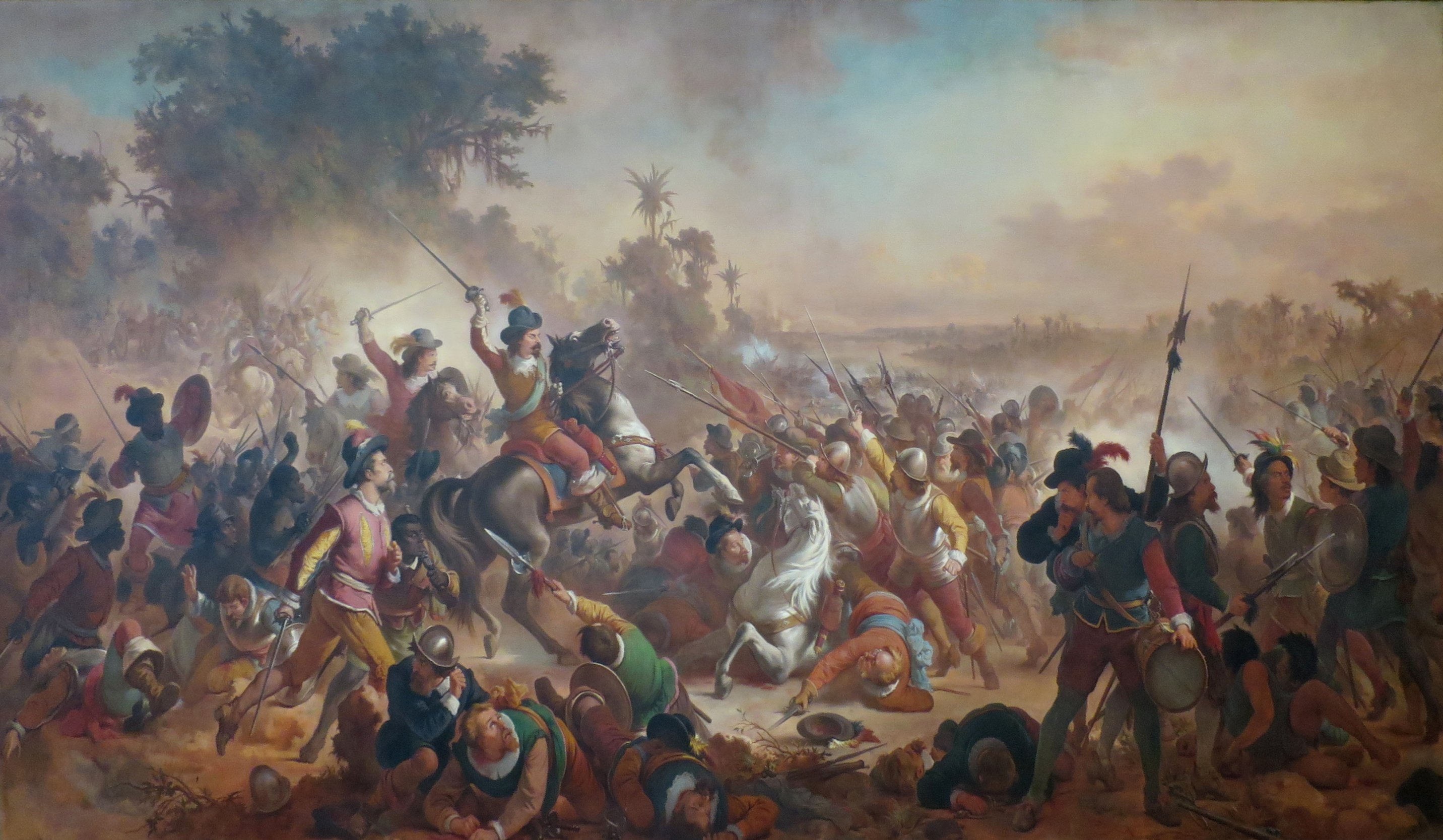
La prima battaglia di Guararapes, 19 aprile 1648, considerata la nascita dell'Esercito brasiliano.

La storia militare del Brasile è correlata alle forze di difesa e alle Forze armate del Brasile, che si sono formate durante la serie di conflitti verificatisi nella storia del Paese. Sebbene siano state istituite formalmente in epoca piuttosto recente (l'Esercito, nel 1824; la Marina, nel 1824; e l'Aeronautica, nel 1941), le forze armate brasiliane traggono le loro origini dalle contese del periodo coloniale e dalla Guerra d'Indipendenza.
La storia militare del Brasile comprende secoli di azioni armate nel territorio che comprende il Brasile moderno, e il ruolo delle Forze armate brasiliane nei conflitti e nel mantenimento della pace in tutto il mondo. Per diverse centinaia di anni, l'area è stata teatro di guerre intertribali tra le popolazioni indigene. A partire dal XVI secolo, l'arrivo degli esploratori portoghesi portò a conflitti con le popolazioni aborigene; un esempio rilevante è la rivolta della Confederazione Tamoio (1554 —1567). Sporadiche rivolte di schiavi africani segnarono anche il periodo coloniale, con una notevole ribellione guidata da Zumbi dos Palmares. Si verificarono anche conflitti con altre nazioni europee: due esempi significativi sono la questione della Francia Antartica e un conflitto con i Paesi Bassi all'inizio del XVII secolo per il controllo di gran parte del Nord-Est. Sebbene il Portogallo avesse mantenuto i suoi possedimenti durante i conflitti con altre nazioni, perse il controllo della colonia dopo la guerra d'indipendenza brasiliana, che portò alla nascita dell'Impero del Brasile.
La storia del Brasile dopo l'indipendenza è segnata dalle prime guerre territoriali contro i Paesi vicini, che hanno influenzato notevolmente la formazione degli attuali confini politici. Ad esempio, la Guerra della Cisplatina, combattuta per l'attuale territorio dell'Uruguay, ha sancito l'indipendenza di questa nazione. Anche il Brasile è stato colpito, nei suoi primi anni di vita, da rivolte minori — e alla fine non riuscite — nelle province del Nord. Un conflitto armato con il Paraguay portò, dopo una vittoria decisiva, alla definizione dell'attuale confine del Brasile con questa nazione. I conflitti interni tra il governo esecutivo e il potere dei ricchi proprietari terrieri portarono infine all'abolizione dell'Impero brasiliano e all'ascesa dell'attuale governo repubblicano.
L'attività moderna comprende la partecipazione a entrambe le guerre mondiali, le lotte interne dovute al regime militare e la partecipazione a operazioni militari di destra, come l'Operazione Condor. Gli sviluppi recenti includono la partecipazione alle iniziative di mantenimento della pace dopo la rivolta di Haiti del 2004.

## Forze armate portoghesi in America (1500–1822)

### Periodo coloniale (1500–1808)
Nella Colonia del Brasile, il re Manuele I del Portogallo ordinò spedizioni militari per proteggere i domini portoghesi in America, all'epoca appena scoperti. A mano a mano che avanzava la colonizzazione nella capitania di Pernambuco e non quella di São Vicente, si iniziarono a costituire autorità militari locali e basi dell'organizzazione difensiva per far fronte alle ambizioni di Francia, Inghilterra e Paesi Bassi.
Il primo scontro europeo tra portoghesi e spagnoli in Sudamerica avvenne con la Guerra di Iguape (1534—1536), attuale Stato di San Paolo, dove si erano insediati alcuni spagnoli.
Altri interventi rilevanti furono l'espulsione dei francesi dalla baia di Guanabara (Francia antartica), nel 1566, e da São Luís (Maranhão), nel 1615.
Nel periodo coloniale le unità militari che esistevano in Brasile seguivano il modello usato in Portogallo ed erano divise in tre categorie: le truppe di prima linea (chiamate Tropas Pagas) che erano l'esercito professionale, le truppe di seconda linea (truppe ausiliarie e milizie) e le truppe di terza linea (truppe di ordinanza).
Mentre avanzava la colonizzazione in virtù del vasto movimento di espansione territoriale nel secolo XVII e dell'inizio del XVIII, le iniziative colonialistiche entradas e bandeiras con i loro bugreiro e bandeirante imposero l'organizzazione della difesa nel territorio appena conquistato. Le forze di spedizione di carattere eminentemente militare iniziarono l'impiego della popolazione locale, particolarmente nella zona di San Paolo, da parte dei capitão-mor nella ricerca delle ricchezze o per la riduzione in schiavitù degli indigeni. Ci furono diversi scontri con tribù ostili, come i caiová e i cadivéu nella zona del Mato Grosso, i caeté in quella di Bahia e la confederazione dei tamoio in quella di Rio de Janeiro.

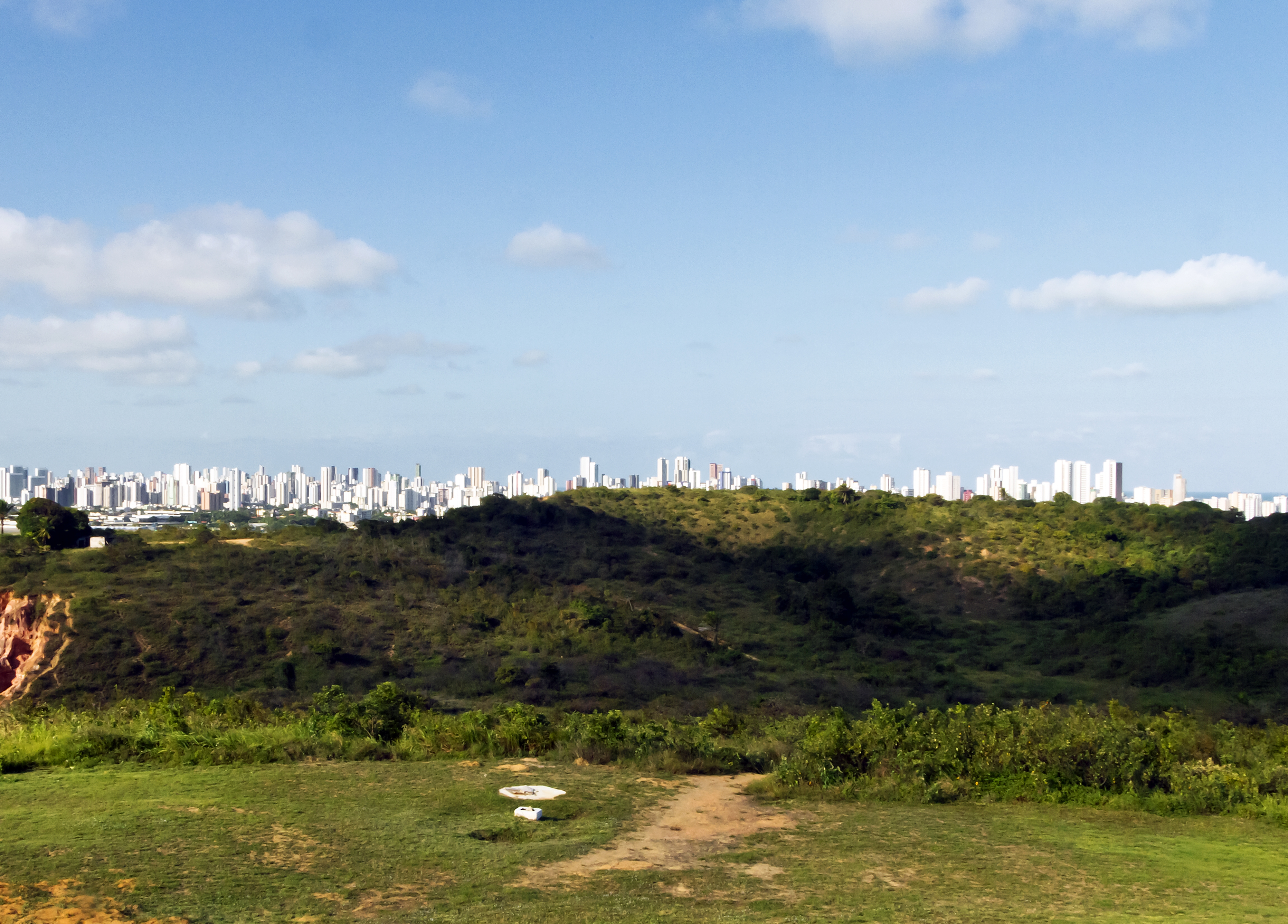
Morro dos Guararapes, luogo in cui si combatterono le battaglia dei Guararapes, con Recife sullo sfondo. Il Parque Histórico Nacional dos Guararapes é un bene protetto dall'Instituto do Patrimônio Histórico e Artístico Nacional.

La guerra contro gli olandesi e l'insurrezione pernambucana, nel secolo XVII, per la prima volta mobilitarono molti effettivi nel Paese, in particolare dando vita al sentimento di difesa nazionale, indipendentemente dall'influenza della Corona.
La prima battaglia di Guararapes (19-04-1648) segnò l'inizio dell'organizzazione dell'esercito come forza autenticamente brasiliana, formata da bianchi locali, capeggiati da André Vidal de Negreiros, indigeni, comandati da Filipe Camarão e neri/mulatti, comandati da Henrique Dias. La data della battaglia è commemorata come anniversario fondativo dell'Esercito brasiliano, secondo una tradizione sorta nel XX secolo.
Sempre nel contesto della Guerra olandese-portoghese, vi fu il primo impiego all'estero di truppe brasiliane, nel 1648, quando una spedizione comandata da Salvador Correia de Sá, composta di 15 navi e 1400 uomini, partì da Rio de Janeiro con la missione di riconquistare l'Angola, sottoposta da sette anni al dominio olandese.
Le forze militari (assieme ai bandeirante) venivano impiegate per reprimere i quilombo, comunità formate da schiavi fuggiti dalle piantagioni. Il più grande di questi conflitti fu la guerra di Palmares, in cui si distinsero come strateghi Ganga Zumba e Zumbi da un lato, e Domingos Jorge Velho, dall'altro.
Nel corso del XVIII secolo il Brasile coloniale attraversò diversi conflitti che richiedevano interventi militari, come la Guerra degli emboabas (1707–1709), la Guerra dei mascates (1710–1711), la Rivolta di Vila Rica (1720) e alle frontiere, soprattutto all'estremo sud. All'epoca erano frequenti gli scontri tra i "luso-brasiliani" (coloni filo-portoghesi) e gli "ispano-platinos" (coloni filo-spagnoli), e inoltre le forze di terra fronteggiavano minacce come la Guerra guaranitica.
Nel 1680 il governatore di Rio de Janeiro, secondo le determinazioni della Corona portoghese, fondò, sulla riva sinistra del rio de la Plata, la Colonia del Sacramento, confinante con Buenos Aires, sulla riva opposta. I coloni spagnoli non gradirono mai la presenza portoghese in quella zona, e ciò fu causa di diversi conflitti che si sarebbero svolti negli anni seguenti. Nel 1705 coloni portoghesi e spagnoli tornarono a scontrarsi presso il rio de la Plata a causa della partecipazione portoghese nella Guerra di successione spagnola. La colonia del Sacramento fu conquistata dagli spagnoli e restituita nel 1715, in seguito al trattato di Utrecht. Nel 1723 brasiliani di Rio de Janeiro, per ordine del re Giovanni V, fondarono l'insediamento di Montevideo, che fu conquistato dagli spagnoli l'anno seguente. Nel 1736, in seguito ad una crisi diplomatica tra le Corone di Spagna e Portogallo, Giovanni V inviò una poderosa squadra navale nel Brasile meridionale, per garantire la sicurezza della colonia del Sacramento nella Campagna di Río de la Plata (1736-1737).
Per evitare l'occupazione spagnola del Brasile meridionale e il conseguentemente isolamento della colonia del Sacramento, il Portogallo iniziò una colonizzazione di insediamento di questa zona e creò le capitanerie di d'El-Rei (1737) e di Santa Catarina (1738). Nel 1762 il Portogallo entrò nella Guerra dei sette anni a fianco dell'Inghilterra contro la Spagna e la Francia, e di conseguenza, il governatore di Buenos Aires, Pedro de Cevallos invase la colonia del Sacramento, il Rio Grande del Sud e Santa Catarina (Guerra ispano-portoghese (1762–1763)), e inoltre vi fu un tentativo fallito d'invasione del Mato Grosso partita dal Perù (Guerra Mojeña). Alla fine di questa guerra Sacramento e Santa Catarina furono resi al Portogallo, ma il Rio Grande rimase occupato dagli spagnoli.
Durante la Guerra dei sette anni il marchese di Pombal tentò di organizzare in forma più professionale l'esercito coloniale, assumendo allo scopo il conte Guglielmo di Schaumburg-Lippe, militare tedesco, che scelse come aiutanti vari ufficiali stranieri, tra cui Johann Heinrich Böhn. Nel 1767 Böhn fu inviato in Brasile per riorganizzare le truppe brasiliane, come il conte de Lippe aveva fatto con l'esercito portoghese. Il seguito di Böhn comprendeva tre reggimenti di fanteria di Moura, Bragança e Extremoz e circa 70 ufficiali già a conoscenza della dottrina militare del conte Lippe, composta di 13 regolamenti. La sua missione era uniformare e unificare l'esercito coloniale del Brasile e subordinarlo ad un Comando generale superiore. Fino ad allora, l'esercito coloniale del Brasile non aveva una dottrina militare standard. Ogni unità seguiva indicazioni, capricci e conoscenze del rispettivo comandante, oltre alle singolarità di ciascuna capitaneria. Tra i piani di Böhn c'era il recupero del Rio Grande do Sul e la fortificazione delle basi militari terrestri e navali di Rio de Janeiro e Ilha de Santa Catarina. Con l'aiuto degli ingegneri militari maresciallo Jaques Funk, colonnello José Custódio Faria e capitano Francisco Róscio, Rio divenne una delle città meglio protette del mondo.
Nella riorganizzazione promossa da Böhm furono costruite caserme, depositi di armi, fortificazioni e ospedali. La guarnigione di Rio de Janeiro divenne un centro di preparazione per le truppe dirette a sud.
La missione di riconquista del Rio Grande do Sul sfociò nella Guerra ispano-portoghese (1776–1777) e portò alla riconquista portoghese del Rio Grande do Sul e alla conquista spagnola della Colonia del Sacramento.
Nel secolo XIX, già nel contesto delle Guerre napoleoniche, truppe luso-brasiliane combatterono ancora nella Guerra del 1801 contro i coloni spagnoli, nella Guerra del 1809 contro i francesi e di nuovo contro i coloni spagnoli nella Provincia Cisplatina (odierno Uruguay) nella prima campagna della Cisplatina (1811) e nell'Invasione luso-brasiliana del 1816.
Truppe del Brasile coloniale della seconda metà del XVIII secolo. Disegni di José Correa Rangel de Bulhões risalenti al 1786, conservati presso la Biblioteca Nacional do Brasil

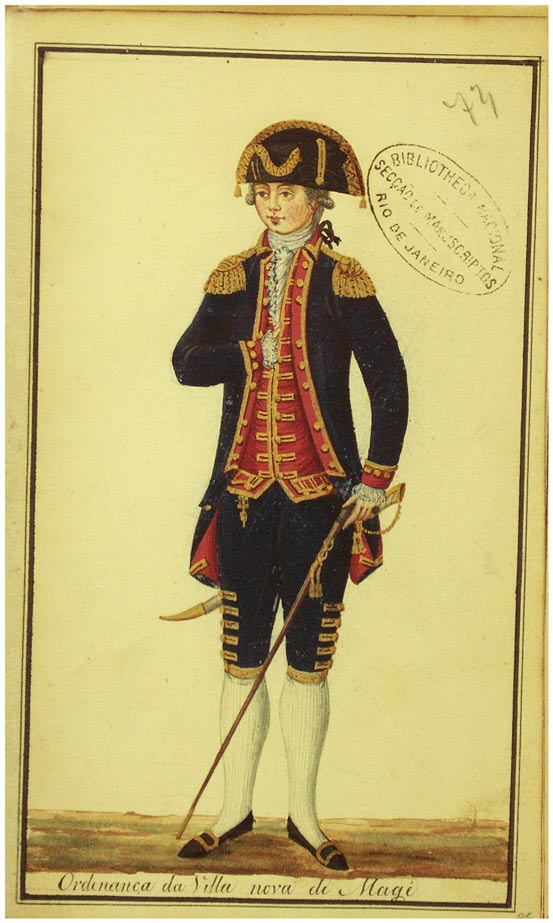
Soldato dell'ordenança (milizia territoriale) del villaggio di Magé
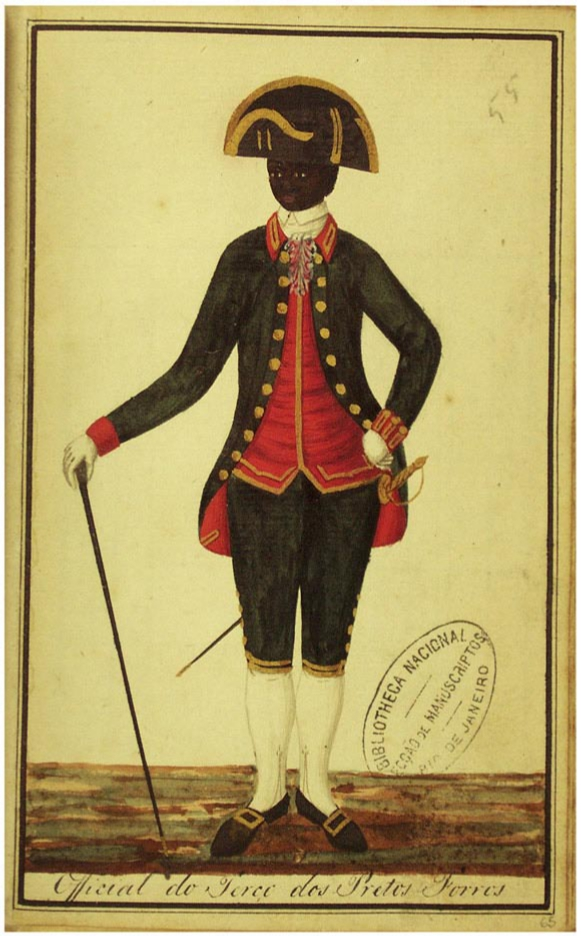
Ufficiale del Terço Auxiliar dei Pretos Forros (neri liberi)
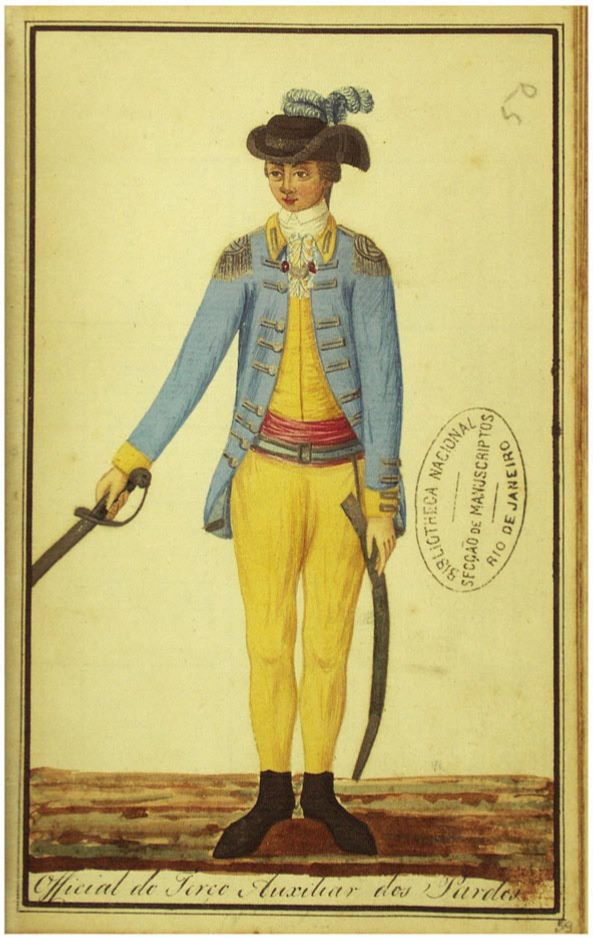
Ufficiale del Terço Auxiliar degli Homens Pardos
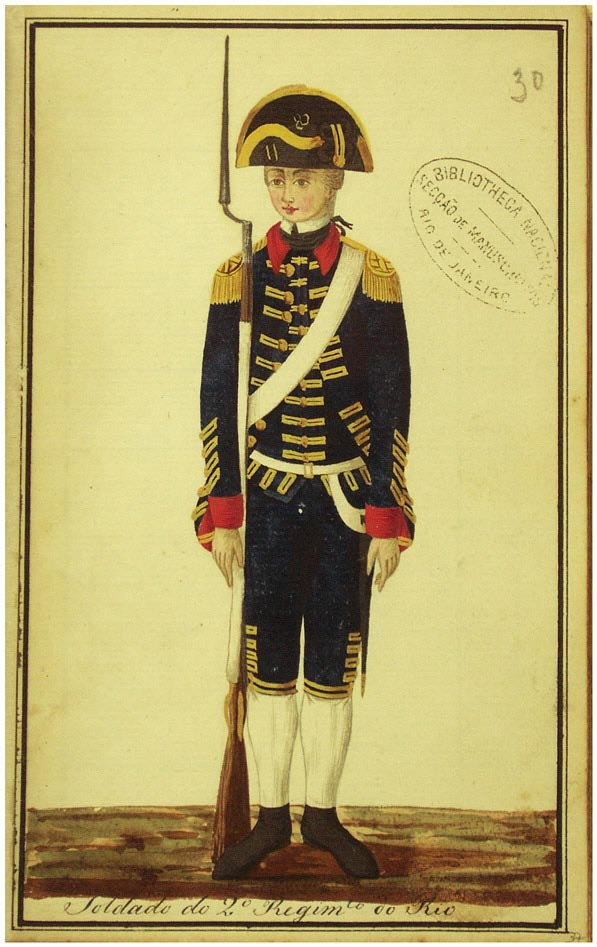
Soldato del 1º Reggimento di Rio de Janeiro (Tropa Paga)
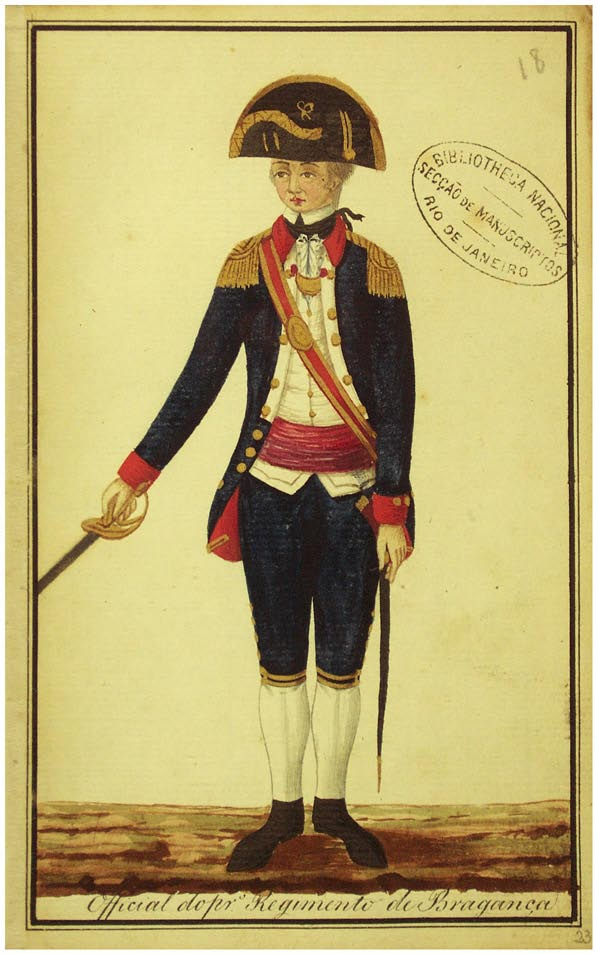
Ufficiale del reggimento di Bragança (Tropa Paga)
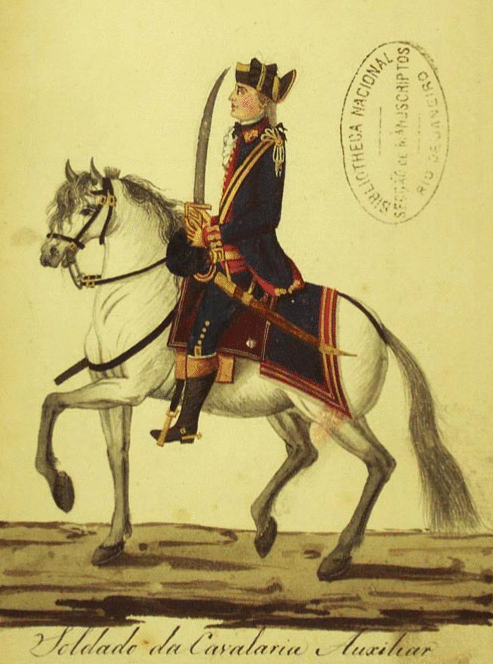
Soldato della cavalleria ausiliaria

### Riforme durante la permanenza di Giovanni VI in Brasile (1808–1821)

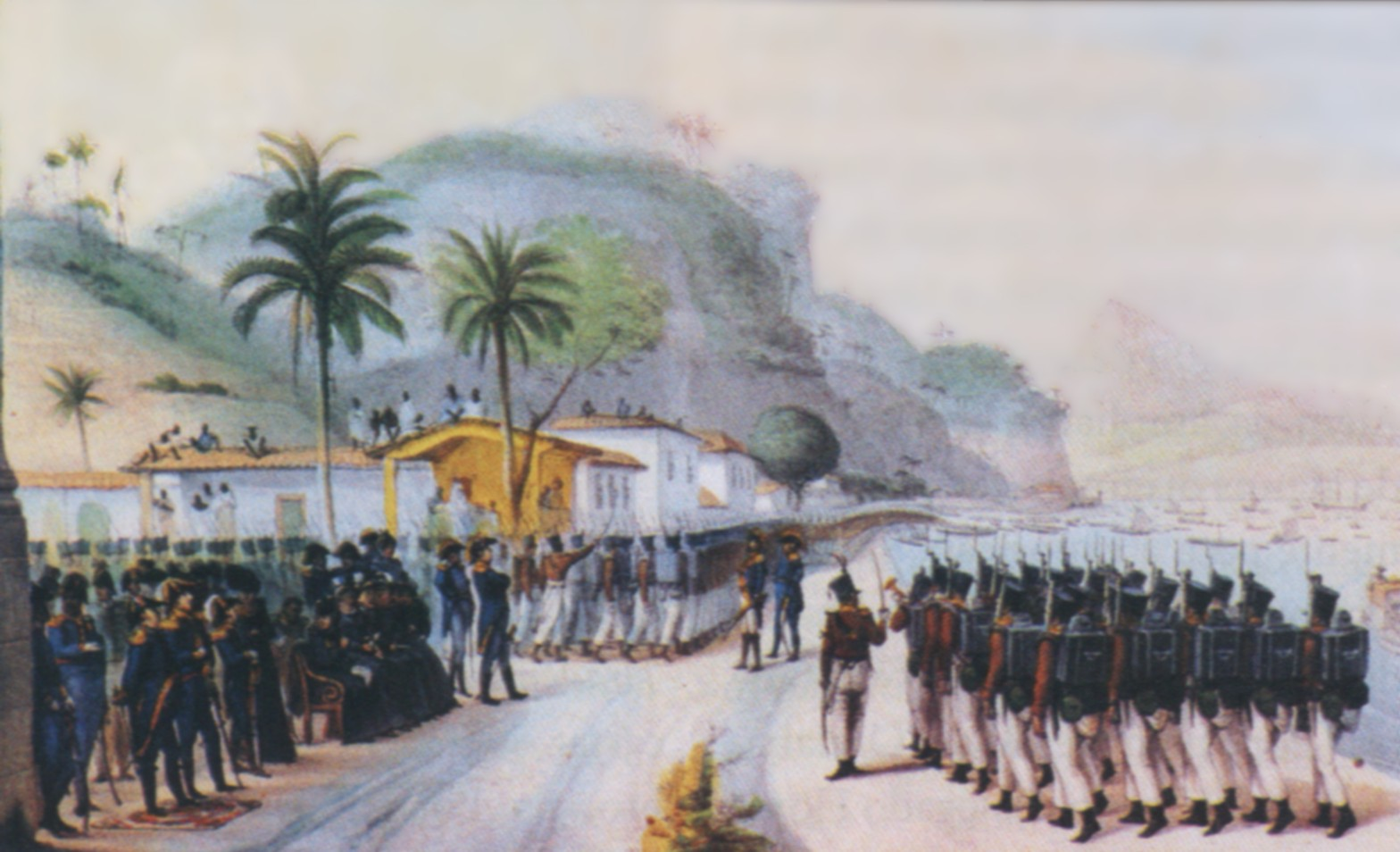
Imbarco delle truppe Luso-brasiliane, a Rio de Janeiro, inviate ad attaccare Montevideo durante la Guerra contro Artigas, il 7 giugno 1816.

Con l'invasione del Portogallo per opera delle truppe di Napoleone avvenne il trasferimento della corte portoghese in Brasile (1808–1821). Nel 1810 fu istituita la Real Academia Militar, in Rio de Janeiro. Il corso aveva la durata di sette anni. Furono organizzati ospedali militari ed arsenali bellici. Furono costruite industrie di armi e fabbriche di polvere da sparo. La struttura militare fu riorganizzata ed ammodernata. Le truppe di prima linea cominciarono ad ammettere brasiliani. Andarono ad integrare i reggimenti di cavalleria di Rio de Janeiro, Minas Gerais, San Paolo e Rio Grande do Sul, i corpi di artiglieria di Santos, Santa Catarina e le capitanerie del nord e i battaglioni di cacciatori di Rio Grande do Sul.
Nel 1815 con l'elevazione da colonia a regno sbarcarono in Brasile molte unità regolari dal Portogallo. La prima fu la divisione del visconte della Laguna Carlos Frederico Lecor. Fu un'epoca di straordinaria importanza per l'organizzazione del sistema militare brasiliano. Iniziò ad esistere una maggior autonomia nei confronti del Portogallo, culminante con la creazione del Ministero della guerra e la centralizzazione di tutte le forze militari di terra. Furono ingaggiati mercenari (come Lord Cochrane) per combattere la Rivoluzione pernambucana e finirono per costituire il primo corpo di ufficiali permanenti delle forze armate brasiliane.

## Forze armate brasiliane (dopo il 1822)

### Guerra d'indipendenza e creazione delle forze armate brasiliane (1822–1828)

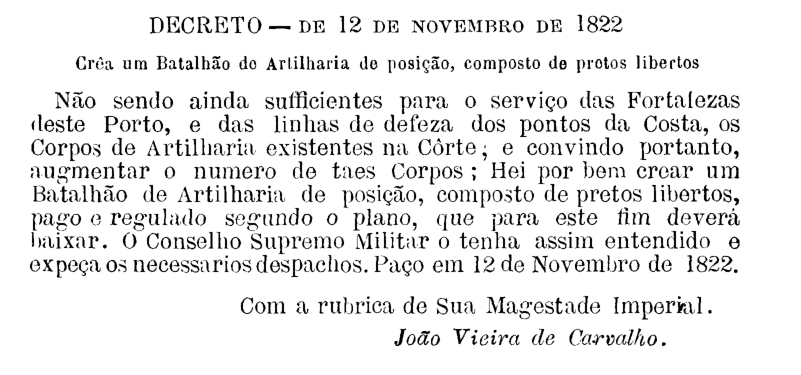
Decreto imperiale che istituiva un battaglione di neri "liberti" nel 1822.

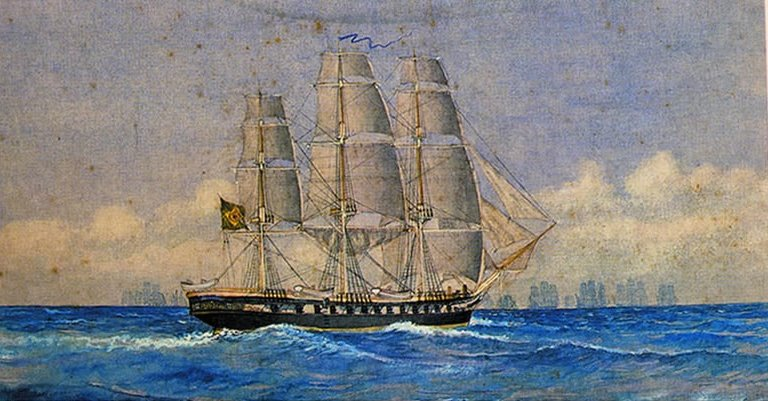
La fregata Niterói dell'Armada Imperial Brasileira, sotto il comando di João Taylor e in un'azione solitaria durata quasi un anno, inseguì le navi portoghesi fino alle vicinanze di Lisbona, catturò 19 imbarcazioni del Portogallo. (acquerello del vice-ammiraglio Trajano Augusto de Carvalho).

Al momento dell'indipendenza del Brasile, il governo della nazione appena emancipata non ignorava la necessità di operare con una forza navale in grado di sostenere gli impegni e di far fronte alle disposizioni richieste in considerazione della vasta estensione della costa e della ricchezza della rete idrografica del territorio, in grado di assicurare il commercio e le comunicazioni tra le sue varie regioni.
Così il 10 novembre 1822 fu solennemente issata per la prima volta, accompagnata da una salva di 101 colpi di cannone, la bandiera del Brasile sulla nave Martim de Freitas, ribattezzata come Pedro I e nave ammiraglia della Armada Imperial Brasileira in formazione. La flotta da quel momento avrebbe svolto un ruolo decisivo nella Guerra d'indipendenza del Brasile. Subito dopo la raggiunta indipendenza, con un decreto emanato da Pedro I, il 1 dicembre 1824 furono istituite le forze armate brasiliane.
Sempre nel nord, furono impiegati mercenari assoldati dall'Impero per sopprimere la Confederazione dell'Equatore. Nel sud, si combatté la Guerra della Cisplatina, tra Brasile e Argentina assieme a ribelli uruguaiani (1825—1828). Più tardi questi mercenari si ribellarono e tentarono persino di sequestrare Pedro I.

### Consolidamento (1828–1865)

Nel 1838, il governo tentava di soffocare quattro rivolte contemporaneamente.

L'esercito imperiale brasiliano fu riorganizzato nel 1831; venne quindi creata la Guardia Nazionale, e furono estinti i vecchi corpi di milizia e ordinanza e le guardie municipali.
A partire dal 1837 si tentò di istituire il servizio militare obbligatorio in Brasile. Varie leggi tentarono invano di risolvere il problema del reclutamento obbligatorio nel 1822, 1837, 1841, 1848 e 1852. Tuttavia, per ragioni più politiche che militari, non se ne venne a capo. 
L'esercito imperiale brasiliano si andò formando durante le successive rivolte del Periodo della reggenza, come la Cabanada, la Cabanagem, la Sabinada, la Balaiada, la Federazione del Guanais e la Rivolta dei Malês. La più grande di esse, frattanto, che durò dieci anni arrivando alle dimensioni di una guerra civile vera e propria, fu la Rivoluzione Farroupilha (1835—1845), combattuta nel Rio Grande do Sul e nel Santa Catarina contro ribelli separatisti e repubblicani. Con l'ascesa di Pedro II, le forze armate continuarono a svilupparsi e il Brasile assunse una posizione esterna più offensiva e interventista, soprattutto nella regione di Prata, dove si svolsero le guerre contro Oribe e Rosas, contro Aguirre e la più grande di tutte, la Guerra del Paraguay (1865—1870).

### Guerra del Paraguay (1865–1870)
Nel 1865, quando scoppiò la guerra del Paraguay, il Brasile non era in grado di affrontare il nemico. Ciò era dovuto al fatto che l'Impero aveva trascurato di preparare le sue forze armate.
L'esercito imperiale contava solo 16 834 ufficiali e militari di truppa, distribuiti nelle province di un territorio di dimensioni continentali. Fu il Duca di Caxias a riorganizzare l'esercito in modo efficiente, ma solo dopo cinque anni di combattimenti. Anche il generale Manuel Luís Osório svolse un ruolo importante.
La guerra vide anche importanti battaglie navali, come la battaglia del Riachuelo, sotto il comando dell'ammiraglio Barroso.

### Questione militare e repubblicanesimo (1870–1889)
Una parte della storiografia brasiliana indica nel consolidamento dell'esercito, frutto della guerra del Paraguay, uno dei principali fattori di destabilizzazione della monarchia, nella misura in cui il corpo militare si è identificato attorno a precetti positivisti, acquisendo così maggiore risonanza politica dopo il 1870. Avrebbero quindi dovuto prendere le redini dello Stato per riformare la società brasiliana, anche se in modo autoritario, ma rispettando l'ideologia repubblicana. Non bisogna però pensare che i militari rappresentassero un gruppo politico omogeneo; la marina, ad esempio, era abbastanza identificata con la monarchia; anche i militari di Praia Vermelha non erano necessariamente in sintonia con i gaúchos positivisti.
Ad ogni modo, l'ascesa politica dei militari fu fondamentale per la proclamazione della repubblica. Le élite locali di San Paolo, Minas Gerais, Rio de Janeiro si unirono attorno al maresciallo Deodoro da Fonseca per compiere la rivoluzione, che avvenne il 15 novembre 1889, con la marcia del maresciallo al Ministero della guerra, dove si erano riuniti i leader monarchici. Va notato, tuttavia, che il ruolo svolto dei militari nella proclamazione non esclude il concorso di altri fattori nella caduta della monarchia, come la questione dello schiavismo e il dissidio tra Impero e Chiesa cattolica, tra gli altri.

### Rivolte della Prima repubblica (1889–1932)
Nel periodo dal 1889 al 1932, le forze armate brasiliane furono impiegate sostanzialmente per la repressione di diverse rivolte interne al limite della guerra civile. In queste occasioni, armi brasiliane spararono su bersagli brasiliani (civili compresi), come nei bombardamenti di San Paolo nel 1924 e 1932, o nella guerra di Canudos all'interno di Bahia, nelle rivolte della Armada e della Chibata in Rio de Janeiro e nella Rivoluzione federalista gaucha (1893—1894).
L'anno successivo alla proclamazione della repubblica (1890), fu riformata l'istruzione militare. Ciò fu ispirato dagli ideali positivisti dei capi repubblicani. Nelle scuole militari e nelle caserme si caldeggiava l'idea di una durevole pace universale (il che non impedì il coinvolgimento in varie situazioni di conflitto interno al Paese, come la Rivolta della marina militare).
Il maresciallo Hermes da Fonseca, divenuto ministro della Guerra nel 1906, diede vigoroso impulso alla riforma della struttura militare del Paese. Istituì il servizio militare obbligatorio, mediante sorteggio, e riorganizzò l'esercito su basi moderne, aggiornandone le dotazioni. La legge del sorteggio diede vita a molte proteste, ma fu effettivamente applicata nel 1916, in occasione della Prima guerra mondiale. 
Nel 1919 l'esercito brasiliano fu riorganizzato da una missione militare francese, guidata dal generale Maurice-Gustave Gamelin. Il movimento innovatore continuò dopo il 1930, come risultato del processo rivoluzionario che modificò la vita nazionale.
Alcuni militari di sinistra di ribellarono dando vita al movimento Coluna Prestes, che marciò per tre anni all'interno del Brasile scontrandosi con truppe regolari, jagunço (una sorta di campieri) e cangaço, senza mai essere sconfitto, finché non attraversò il confine riparando in Bolivia.
Nel 1938 l'Estado Novo (Terza Repubblica) trasferì le funzioni di comando effettivo al Ministro della Guerra e lo Stato Maggiore divenne un organo consultivo, senza le prerogative e le responsabilità conferite dalla legislazione precedente.

### Prima guerra mondiale (1914–1918)
Nella Prima guerra mondiale (1914-1918) il Brasile assunse una posizione neutrale sostenuta dalla Convenzione dell'Aia, cercando di non danneggiare il commercio dei prodotti esportati all'epoca, soprattutto del caffè. All'epoca, la Germania era il principale partner commerciale del Brasile, seguita da Inghilterra e Francia. Dopo l'affondamento di navi mercantili brasiliane da parte di sottomarini della Marina imperiale tedesca, il 26 ottobre 1917 il Brasile dichiarò guerra alla Germania, unendosi agli Alleati. C'era un sentimento popolare anti-tedesco, ma anche un'opposizione all'entrata in guerra. Il Brasile fu l'unico Paese latinoamericano a partecipare attivamente alla guerra, inviando la Divisione Navale per le Operazioni di Guerra alla campagna nell'Oceano Atlantico, oltre a una missione medica, aviatori e un corpo di ufficiali e sottufficiali. Sul piano interno, la guerra permise l'introduzione, nel 1916, del servizio militare obbligatorio basato sulla Legge del Sorteggio.

### Seconda guerra mondiale (1943–1945)
Il Brasile partecipò alla Seconda guerra mondiale costituendo ed inviando la Força Expedicionária Brasileira che combatté nella campagna di liberazione dell'Italia contro l'Asse a partire dal 1944. 
Nel 1939, allo scoppio della Seconda Guerra Mondiale, il modo in cui si svilupparono i combattimenti oltreoceano fu sorprendente e rivelò l'impreparazione delle forze armate brasiliane ad affrontare le esigenze del conflitto. Oltre alle carenze materiali tipiche di un Paese con risorse finanziarie insufficienti, c'era altresì un'intera organizzazione militare ancora strutturata sul modello della Grande guerra.

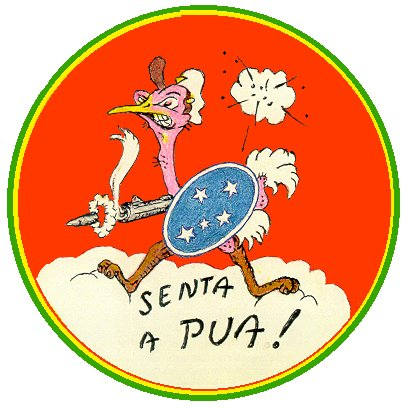
Stemma del 1° Grupo de Caça (FAB)

Dopo ampi dibattiti e campagne di stampa, il 20 gennaio 1941 Getúlio Vargas firmò il Decreto 2961, che creava il Ministero dell'Aeronautica e stabiliva la fusione delle forze aeree dell'Esercito e della Marina in un'unica organizzazione, chiamata Forças Aéreas Nacionais (Forze Aeree Nazionali). Pochi mesi dopo, nel maggio 1941, un nuovo decreto cambiò il nome della neonata forza aerea in Força Aérea Brasileira (FAB), denominazione tuttora in uso.
L'aeronautica brasiliana ebbe il suo battesimo del fuoco durante la Seconda Guerra Mondiale partecipando alla guerra antisommergibile nell’Atlantico meridionale e, in Europa, come membro della Forza di Spedizione Brasiliana che combatté a fianco degli Alleati sul fronte italiano.
Vennero inviati in Italia più di 25 mila soldati e due unità aeree FAB, il 1º Gruppo Aviazione Caccia (detto Senta a Pua!) e il 1º Squadrone di Collegamento e Osservazione (1° ELO).

### Ordine democratico (1945–1964)
I militari (con a capo i generali Dutra, Góis Monteiro e il brigadier generale Eduardo Gomes) svolsero un ruolo cruciale nel rovesciare Getúlio Vargas e nel ripristinare la democrazia una volta terminata la guerra in Europa. Da allora i militari fecero pressione per rovesciare Getúlio nel 1954, all'epoca come presidente eletto direttamente. Questa volta, però, il presidente si suicidò, provocando un'agitazione nazionale e impedendo un colpo di Stato militare.
Quando i conservatori cercarono di impedire l'insediamento del presidente eletto Juscelino Kubitschek, il comandante dell'esercito Henrique Teixeira Lott mobilitò le truppe per garantirlo. Durante il governo di JK, il personale militare di basso rango si ribellò nelle basi di Jacareacanga e Aragarças.

### Dittatura militare (1964–1985)
A partire dal 1960, si iniziò a studiare e sviluppare (insieme alla CIA) una specifica dottrina, adattata alle condizioni e alla realtà brasiliana: la Dottrina della Sicurezza Nazionale (Doutrina de segurança nacional). Fortemente ideologizzati, i militari brasiliani accolsero la tesi della minaccia comunista in Brasile e decisero di passare da interventi sporadici nella vita politica nazionale al controllo totale dello Stato. In questo periodo l'esercito brasiliano è diventato il terzo al mondo per numero assoluto di soldati, dietro solo a Stati Uniti e URSS.
Dopo il colpo di Stato del 1964 e per tutto il periodo della dittatura militare, l'Esercito partecipò alle operazioni di repressione dei movimenti di guerriglia urbana e rurale (vedi anni di piombo). Con la promulgazione della Costituzione nel 1988, l'Esercito e le altre Forze armate si ritirarono dal proscenio politico brasiliano, dedicandosi alle loro missioni legittime.
L'Esercito brasiliano partecipò anche all'Invasione statunitense della Repubblica Dominicana nel 1965.

### Epoca contemporanea (1985–2013)
Dal 1980 si permise alle donne di accedere ai ranghi della Marina, con funzioni amministrative.
Con il nuovo scenario internazionale dopo la fine del bipolarismo Stati Uniti—Unione Sovietica, l'Esercito fu chiamato a sostenere la politica estera brasiliana, partecipando a svariate missioni di pace patrocinate dall'ONU, come quelle in Angola, Mozambico e Timor Est, oltre ad inviare osservatori in molte zone in conflitto del mondo. Nel 2004 l'esercito brasiliano assunse il comando delle forze di pace ad Haiti.
La Marina brasiliana è attualmente dotata di una portaerei, sei fregate ammodernate della classe Niterói, tre fregate della classe Greenhalgh, quattro corvette, un cacciatorpediniere, due navi cisterna, due navi da sbarco portuale, una nave da sbarco per veicoli da combattimento, una nave per il trasporto di truppe, cinque sottomarini, una nave scuola, un veliero e una nave per il soccorso ai sommergibili.
A questa forza in mare, nei cieli si aggiungono una squadriglia di aerei AF-1 (A-4 Skyhawk), una squadriglia di elicotteri da ricognizione e attacco, una squadriglia di elicotteri antisommergibile, cinque squadriglie di elicotteri di impiego generale e una squadriglia di elicotteri da addestramento.
Il 9 novembre 2003 fu inaugurata a Pianoro, in Italia, più precisamente nella frazione di Livergnano, una lapide in onore del Sottotenente di Vascello John Richardson Cordeiro e Silva, il primo pilota FAB ucciso in combattimento, e di tutti gli altri membri dell'Aeronautica Militare che combatterono in Italia durante la Seconda Guerra Mondiale. La lapide è stata aggiunta al monumento già esistente in onore di coloro che sono morti combattendo contro i nazisti durante la guerra. La città di Livergnano è stata scelta perché è il luogo in cui il 6 novembre 1944 il caccia P-47 Thunderbolt del tenente Cordeiro e Silva fu abbattuto dalla temibile batteria antiaerea tedesca Flak, al ritorno da una missione di combattimento nel nord Italia.

## Partecipazione ad operazioni di pace
Nell'ambito della partecipazione del Paese nell'Organizzazione delle Nazioni Unite (ONU) e nell'Organizzazione degli Stati Americani (OSA, spesso OAS, dal nome in lingua inglese, o OEA, dal nome in lingue francese, portoghese e spagnola), le Forze armate brasiliane hanno inviato personale all'estero. Tra queste operazioni, spiccano le seguenti per zona del mondo:

### America del Sud
- dal 1995 al 1999 — Missione di osservatori militari di Ecuador–Peru (MOMEP)
- dal 2002 ad oggi — Missione di assistenza per la rimozione di mine (MARMINAS), in Ecuador e Peru

### America Centrale
- dal maggio 1965 al settembre 1966 — Forza interamericana di pace (FIP)
- dal maggio 1965 all'ottobre 1966 — Missione di rappresentante speciale del segretario generale ONU nella Repubblica Dominicana (DOMREP)
- dal 1989 al gennaio 1992 — Gruppo di osservazione delle Nazioni Unite in America centrale (ONUCA)
- 1991 e 1992 — Missione di osservazione delle Nazioni Unite in El Salvador (ONUSAL)
- dal 1991 ad oggi — Missione di assistenza per la rimozione delle mine in America centrale (MARMINCA)
- dal novembre 1994 al gennaio 1997 — Missione di verifica delle Nazioni Unite in Guatemala (MINUGUA)
- dal 2004 al 2007 — Missione di stabilizzazione delle Nazioni Unite ad Haiti (MINUSTAH)

### Medio Oriente
- dal gennaio 1957 al gennaio 1967 — Prima forza di emergenza delle Nazioni Unite (UNEF 1) in Egitto, contingente popolarmente noto come Batalhão Suez.

### Europa
- 1948 e 1949 - Comitato speciale delle Nazioni Unite per i Balcani (UNSCOB)
- da maggio 1995 a gennaio 1996 - Operazione di rafforzamento della fiducia delle Nazioni Unite in Croazia (UNCRO)
- dal 1995 ad oggi - Forza di pace delle Nazioni Unite a Cipro (UNFICYP)
- dal 1996 al 2002 - Missione delle Nazioni Unite in Prevlaka (UNMOP)
- 1995 e 1999 - Forza di dispiegamento preventivo delle Nazioni Unite (UNPREDEP)
- da agosto 1992 a marzo 1995 - Forza di protezione delle Nazioni Unite (UNPROFOR) nell'ex Jugoslavia
- da gennaio 1996 a gennaio 1998 - Amministrazione transitoria delle Nazioni Unite per la Slavonia orientale, Baranja e Sirmium occidentale (UNTAES)

### Africa
- da luglio 1960 a luglio 1964 - Operazione delle Nazioni Unite nella Congo (ONUC)
- da gennaio 1989 a maggio 1991; da maggio 1991 a febbraio 1995; da agosto 1995 a luglio 1997. - Prima missione di verifica delle Nazioni Unite in Angola (UNAVEM 1)
- da gennaio 1993 a dicembre 1994 - Operazione delle Nazioni Unite in Mozambico (ONUMOZ)
- maggio 1993 - Missione di osservazione delle Nazioni Unite in Liberia (UNOMIL)
- da giugno 1993 a settembre 1994 - Missione di osservazione delle Nazioni Unite in Uganda-Ruanda (UNOMUR)
- da luglio 1997 a febbraio 1999 - Missione di osservazione delle Nazioni Unite in Angola (MONUA)
- da agosto 2002 a febbraio 2003 - Missione delle Nazioni Unite in Angola (UNMA)
- da ottobre 2003 a oggi - Operazione delle Nazioni Unite in Costa d'Avorio (ONUCI)
- dal 2003 al 2004 - Missione delle Nazioni Unite in Costa d'Avorio (MINUCI)
- dal 2003 ad oggi - Missione delle Nazioni Unite in Liberia (UNMIL)
- dal 2004 ad oggi - Missione delle Nazioni Unite in Guinea-Bissau (UNOGBIS)
- Missione di mantenimento della pace delle Nazioni Unite in Sudan (UNMIS)

### Asia
- 1965 - Missione di osservazione delle Nazioni Unite in India-Pakistan (UNIPOM)
- dal 1999 al 2002 - INTERFET, UNAMET, UNIPOM, UNMISET, UNSF e le operazioni UNTAET a Timor Est

### Oceania
- 1962 - Forza di sicurezza delle Nazioni Unite in Nuova Guinea (UNSF)
- dal 1999 al 2002 - operazioni INTERFET, UNAMET, UNIPOM, UNMISET, UNSF